# Axonopus herzogii
Axonopus herzogii är en gräsart som först beskrevs av Eduard Hackel, och fick sitt nu gällande namn av Albert Spear Hitchcock. Axonopus herzogii ingår i släktet Axonopus och familjen gräs. Inga underarter finns listade i Catalogue of Life.